# 골방환상곡
《골방환상곡》은 박종원과 심윤수가 연재한 웹툰이다. 박종원(필명: 워니)이 콘티를 쓰고 심윤수(필명: 침묵)가 그림을 그렸다. 원래 다른 곳에서 연재하던 만화였는데, 2005년 12월부터 네이버로 옮겨 연재하였기 때문에 네이버 웹툰으로 널리 알려져 있다. 옴니버스식 개그 만화로, 주로 일상생활이나 대학생활에 관한 소재를 다루었다. 단행본으로도 나와 있다.
현재는 박종원이 개인 블로그에서 직접 그림을 그리며 독립적으로 연재하는 중이다.
이 만화의 등장인물로는 엄마친구아들(줄여서 엄친아)이 유명하다. 네이버에 연재하기 전부터 이 만화를 유명하게 한 등장인물이기도 하다. 그밖에 주인공인 늑대 워니, 친구 곰, 솔로들의 왕인 쏠로몬 대왕 등이 자주 등장한다.